# St. Tropez (band)
St. Tropez is een Nederlandse rockband uit Amsterdam. De band werd op 4 februari 2016 opgericht door de leden van Go Back to the Zoo. De oprichting van een nieuwe band werd ingegeven door de andere muzikale richting die de leden insloegen ten opzichte van hun vorige band en betekende een wisseling van frontman; dit werd Lars Kroon. Volgens Fiona Fortuin van Vice zijn op het - titelloze - debuutalbum uit 2016 punkinvloeden te horen "maar ook schaamteloos lange gitaarsolo’s en teksten over verveling en decadentie". In 2018 verscheen het tweede, eveneens titelloze album.

## Discografie

### Studioalbums
- St. Tropez, 2016
- St. Tropez, 2018

### Singles
- I wanna live in St. Tropez, 2016
- Democracy, 2017
- Down, 2018